# High Art
High Art és una pel·lícula independent estatunidenca de 1998 dirigida per Lisa Cholodenko i protagonitzada per Ally Sheedy i Radha Mitchell. Va guanyar diversos premis, entre els quals el GLAAD Media Award i el Waldo Salt al millor guió al Festival de Cinema de Sundance.
Les fotografies de Lucy Berliner (Ally Sheedy) que apareixen a la pel·lícula estan basades en l'obra de Nan Goldin, i van ser fetes per Jojo Whilden.

## Argument
Sydney, o "Syd" (Radha Mitchell) és una dona de 24 anys que té la seva vida molt organitzada. Viu amb el seu xicot de fa temps, James (Gabriel Mann), treballa intentant fer-se un lloc a la ben considerada revista de fotografia artística Frame, i els seus desitjos i frustracions semblen típics i gestionables. Però quan apareix una esquerda en el seu sostre que provoca una fuita d'aigua i Syd es troba trucant a la porta de la seva veïna de dalt, aquesta sobtada trobada casual la porta per un nou camí.
La seva veïna és aquesta apertura de porta a un món desconegut per a Syd: Lucy Berliner (Ally Sheedy), una cèlebre fotògrafa, encantadora, evasiva, i curiosament retirada. Lucy té 40 anys i viu amb Greta (Patricia Clarkson), la seva xicota alemanya addicta a l'heroïna, que fa temps va ser una glamurosa actriu. Syd queda fascinada per Lucy i se sent arrossegada cap al centre de la vida estranyament atractiva de Lucy.
Syd esmenta Lucy als seus caps (sense adonar-se que és famosa) però es mostren indiferents fins que s'adonen exactament qui és Lucy. En un dinar, Lucy accepta treballar per la revista sempre que Syd sigui la seva editora. Aviat neix una relació laboral entre elles i també un incipient projecte que promet ser una segona oportunitat per a la carrera de Lucy. Però com la col·laboració entre Syd i Lucy les apropa cada cop més, la seva relació laboral es torna sexual i de sobte les línies que separen l'amor i la professionalitat es difuminen. A mesura que Syd va descobrint lentament les veritats més fosques de la vida al límit de Lucy, es veu forçada a afrontar la seva pròpia ànsia de reconeixement i les incertes recompenses de l'estima pública.

## Repartiment
- Ally Sheedy: Lucy Berliner
- Radha Mitchell: Syd, assistent d'edició a Frame
- Gabriel Mann: James, el xicot de Syd
- Charis Michelsen: Debby
- David Thornton: Harry, editor a Frame i cap de Syd
- Anh Duong: Dominique, editor en cap de Frame
- Patricia Clarkson: Greta, actriu alemanya i xicota de Lucy
- Helen Mendes: White Hawk
- Bill Sage: Arnie
- Tammy Grimes: Vera, mare de Lucy
- Cindra Feuer: Delia
- Anthony Ruivivar: Xanderr
- Elaine Tse: Zoe
- Rudolf Martin: Dieter
- Laura Ekstrand: cambrera